# Brockdorff (dokumentarfilm)
 For alternative betydninger, se Brockdorff. (Se også artikler, som begynder med Brockdorff)
Brockdorff er en dansk portrætfilm fra 1993 instrueret af Jørgen Roos.

## Handling
Om maleren Victor Brockdorff.

## Medvirkende
- Victor Brockdorff